# Wayward Pines (série littéraire)
 (juillet 2016).
Améliorez-le ou discutez des points à vérifier. 
Wayward Pines (titre original : The Wayward Pines Trilogy) est une série de romans de science-fiction écrits par l'écrivain américain Blake Crouch, parus entre 2012 et 2014,,.
En 2015, les romans ont été adaptés en série télévisée sous le titre Wayward Pines.

## Résumé
Le roman relate l'histoire d'habitants coincés dans une ville, Wayward Pines, dans laquelle ils sont enfermés, épiés et manipulés par une mystérieuse élite. Mais que se cache-t-il derrière tout ça ? De nombreux habitants vont tenter d'en apprendre plus et de percer ce mystère.

## Romans
1. Wayward Pines - Livre 1, J'ai lu, 2015 ((en) Pines, Thomas & Mercer, 2012), trad. Patrick Imbert, 285 p.  (ISBN 978-2-290-07771-9)Réédition J'ai lu, coll. « Science-fiction », 2016 (ISBN 978-2-290-07754-2)
2. Wayward Pines - Livre 2, J'ai lu, 2015 ((en) Wayward, Thomas & Mercer, 2013), trad. Patrick Imbert, 345 p.  (ISBN 978-2-290-07756-6)Réédition J'ai lu, coll. « Science-fiction », 2016 (ISBN 978-2-290-07757-3)
3. Wayward Pines - Episode 3 : DESTRUCTION, 2024 ((en) Wayward, GALLMEISTER, 2014), trad. Patrick Imbert, 368 p.  (ISBN 978-2-404-08022-2)